# Sandra Luisa Lippert
Sandra Luisa Lippert (* 19. Mai 1975 in Würzburg) ist eine deutsche Ägyptologin.

## Leben
Wissenschaftliche Mitarbeiterin des Projekts Soknopaiu Nesos nach demotischen Quellen römischer Zeit unter der Leitung Karl-Theodor Zauzich war sie von 2000 bis 2005 an der Julius-Maximilians-Universität Würzburg. Nach der Promotion 2002 in Ägyptologie in Würzburg war sie 2006 Postdoc-Stipendiatin am Center for the Tebtunis Papyri an der Bancroft Library der University of California, Berkeley. Akademische Rätin auf Zeit für Ägyptologie war sie von 2006 bis 2011 und 2013 an der Eberhard-Karls-Universität Tübingen. Seit 2008 bearbeitet sie demotische Texte als Mitglied des deutsch-ägyptischen Athribis-Projekts in Oberägypten unter der Leitung von Christian Leitz. Von 2011 bis 2013 war sie Gastforscherin in der Équipe Égypte nilotique et méditerranéenne an der Université Montpellier III als Stipendiatin der Alexander von Humboldt-Stiftung. Seit 2013 forscht sie als Chargé de Recherche (CR 1) am CNRS. 
Ihre Forschungsthemen sind Gesetz und Wirtschaft des alten Ägypten, besonders in der griechischen und römischen Zeit, Veröffentlichung unveröffentlichter demotischer Texte, Geschichte, Geographie und Religion von Fayum, Studien der Ostraka und wandseitigen Inschriften in Tempel Athribis von Oberägypten und Studium des dekorativen Programms der Cella des Heiligtums von Amon in Hibis.

## Schriften (Auswahl)
- Ein demotisches juristisches Lehrbuch. Untersuchungen zu pBerlin P 23757 rto (= Ägyptologische Abhandlungen. Band 66). Harrassowitz, Wiesbaden 2004, ISBN 3-447-05156-6 (zugleich Dissertation, Würzburg 2002).
- als Herausgeberin mit Maren Schentuleit: Tebtynis und Soknopaiu Nesos – Leben im römerzeitlichen Fajum. Akten des internationalen Symposions vom 11.–13. Dezember 2003 in Sommerhausen. Harrassowitz, Wiesbaden 2005, ISBN 3-447-05141-8.
- mit Maren Schentuleit: Demotische Dokumente aus Dime I. Ostraka. Harrassowitz, Wiesbaden 2006, ISBN 3-447-05350-X.
- mit Maren Schentuleit: Demotische Dokumente aus Dime II. Quittungen. Harrassowitz, Wiesbaden 2006, ISBN 3-447-05351-8.
- Einführung in die altägyptische Rechtsgeschichte (= Einführungen und Quellentexte zur Ägyptologie. Band 5). Lit, Berlin/Münster 2008, ISBN 978-3-8258-0747-4.
  - Einführung in die altägyptische Rechtsgeschichte (= Einführungen und Quellentexte zur Ägyptologie. Band 5). 2. Auflage, Lit, Berlin/Münster 2012, ISBN 978-3-8258-0747-4.
- als Herausgeberin mit Maren Schentuleit: Graeco-Roman Fayum – Texts and Archaeology. Proceedings of the Third International Fayum Symposion, Freudenstadt, May 29 – June 1, 2007. Harrassowitz, Wiesbaden 2008, ISBN 978-3-447-05782-0.
- mit Maren Schentuleit: Demotische Dokumente aus Dime III. Urkunden. Harrassowitz, Wiesbaden 2010, ISBN 978-3-447-06241-1.
- als Herausgeberin mit Martin Andreas Stadler: Gehilfe des Thot. Festschrift für Karl-Theodor Zauzich zu seinem 75. Geburtstag. Harrassowitz, Wiesbaden 2014, ISBN 978-3-447-10236-0.
- als Herausgeberin mit Daniel Bunčić und Achim Rabus: Biscriptality. A sociolinguistic typology (= Akademiekonferenzen. Band 24). Universitätsverlag Winter, Heidelberg 2016, ISBN 3-8253-6625-1.
- als Herausgeberin mit Maren Schentuleit und Martin Andreas Stadler: Sapientia Felicitas. Festschrift für Günter Vittmann zum 29. Februar 2016 (= CENiM. Band 14). Équipe "Égypte nilotique et méditerranéenne", Montpellier 2016, OCLC 964395795.
- als Herausgeberin mit Marie-Pierre Chaufray, Ivan Guermeur und Vincent Rondot: Le Fayoum. Archéologie – Histoire – Religion. Actes du sixième colloque international. Montpellier, 26-28 octobre 2016. Harrassowitz, Wiesbaden 2018, ISBN 3-447-10977-7.